# Кэмп-Дуглас (Чикаго)

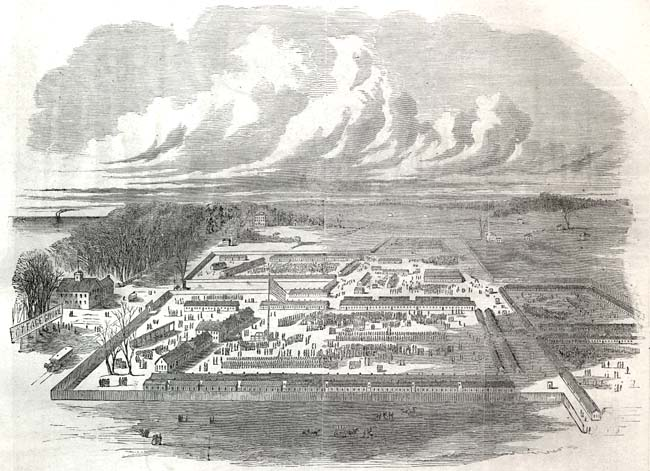
Кэмп-Дуглас 5 апреля 1862 года (Иллюстрация из газеты «Harper’s Weekly»)

Кэмп-Дуглас (англ. Camp Douglas) — американский лагерь на территории современного города Чикаго, Иллинойс, который в годы американской гражданской войны использовался как тренировочный лагерь, лагерь военнопленных и лагерь для условно освобождённых федеральных солдат.
В конце 1865 года лагерь служил базой для расформирования полков добровольческой армии США.
В том же году лагерь был расформирован и его движимое имущество распродано.
Как лагерь военнопленных Кэмп-Дуглас был одним из крупнейших на территории Севера.
Часто его называют лагерем смерти в связи с тяжёлыми условиями содержания военнопленных и большим количеством умерших.
После войны 4 275 умерших военнопленных Юга были перезахоронены с лагерного кладбища на кладбище Оак-Вудс-Семетери.

## Тренировочный лагерь

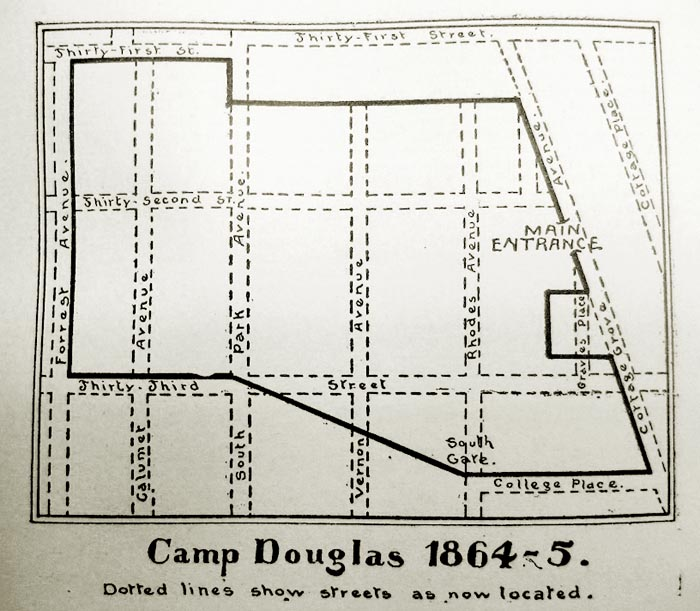
План лагеря в наложении на улицы Чикаго в 1895 году

В апреле 1861 года президент Линкольн объявил о наборе добровольцев в федеральную армию, и очень скоро множество желающих устремились в Чикаго, где заполнили многие частные дома, а также разбили временные лагеря на окраине города. Сенатор Стивен Дуглас выделил часть земель под тренировочный лагерь, который в итоге был назван его именем. Губернатор Иллинойса, Ричард Ейтс, поручил судье Аллену Фуллеру выбрать место для лагеря около Чикаго. Фуллер выбрал именно это, исходя из того, что оно было расположено недалеко от центра города, имело доступ к воде из озера Мичиган и находилось близко к железнодорожной ветке.
Фуллер не был инженером и не осознал, что выбранное им место плохо подходит для лагеря. Оно было сырым, низменным, его земля давно не осушалась, а окружающие его прерии не смогут переработать порождаемые людьми нечистоты. Пространство лагеря затоплялось после каждого дождя, а на момент открытия действовал только один насос по откачке воды.
Лагерь занимал пространство в четыре квартала от Коттедж-Гроув-Авеню до современной дороги Мартин-Лютер-Кинг-Драйв. Его северная граница проходила там, где сейчас чикагская улица Ист-31-Стрит, а южная — там, где сейчас ист-33-Плейс, в прошлом — Колледж-Плейс. Южные ворота выходили на 10-акровое поле, которое сенатор Дуглас подарил Старому Чикагскому Университету, открытому в 1857 году.
…
Первый доброволец прибыл в лагерь в сентябре 1861 года. Вскоре туда были перемещены несколько полков. 9-й иллинойсский кавалерийский полк размещался на этой территории уже в момент создания лагеря. 55-й иллинойсский был сформирован первым и первым покинул лагерь 9 декабря. За ним были сформированы 39-й Иллинойсский и 61-й Иллинойсский. Впоследствии тут были сформированы иллинойсские полки: 19-й, 23-й, 24-й, 42-й, 44-й, 45-й, 53-й, 56-й, 57-й, 58-й, 60-й, 65-й, 67-й, 69-й, 71-й, 72-й, 88-й, 89-й, 90-й, 93-й, 105-й, 113-й и некоторые другие. Так же было сформировано три кавалерийских полка (9-й, 12-й и 13-й) и несколько артиллерийских батарей.
К ноябрю 1861 года в лагере Кэмп-Дуглас размещались уже 4 222 добровольца из 11 полков. К февралю 1862 года 42 новобранца умерли от различных болезней. Согласно Джорджу Леви, всего через лагерь прошло 40 000 федеральных новобранцев. В 1960 году историк Эйзендрат оценил количество новобранцев в 25 000.

## Лагерь военнопленных
16 февраля 1862 года федеральной армии сдались форт Донельсон и форт Генри. В результате этих капитуляций федеральная армия получила множество военнопленных — от 12 000 до 15 000.
Армия была не готова содержать такое количество пленных, поэтому начали срочно искать места их размещения.
Полковник Такер сообщил Генри Халлеку, что Кэмп-Дэвис сможет принять 8—9 тысяч военнопленных, то есть, примерно то количество людей, на которое он был рассчитан как тренировочный лагерь.
Когда генерал Джордж Каллум (начальник штаба Халлека в регионе Теннесси), получил приказ на переправку пленных в Кэмп-Дэвис, он уже отправил основную часть людей в Сент-Луис, и по этой причине в Кэмп-Дэвис было отправлено только 7 000 человек.
Это упростило задачу руководства лагеря, хотя и с этим количеством возникли проблемы.
18 февраля 1862 года полковник Арно Восс принял временное командование лагерем в отсутствие Такера.
Ему надо было подготовиться к прибытию первой партии пленных 20 февраля, но Восс обнаружил, что в его распоряжении обычный лагерь, не подходящий для тюрьмы.
В итоге в первые дни пленных разместили в одной секции с федеральными новобранцами.
В лагере оказались так же и больные военнопленные, хотя в то время в лагере не было медицинских учреждений и руководство заранее просило не присылать им больных.
23 февраля федеральные военнослужащие покинули лагерь, кроме немногих, выделенных для охраны.
Это охранное подразделение насчитывало 469 рядовых и 40 офицеров.
25 февраля Халлек распорядился отправить пленных офицеров в Кэмп-Чейз в Огайо, и в результате Кэмп-Дуглас стал лагерем только для рядовых пленных.
Всего за месяц, к концу марта, в лагере было зафиксировано 700 смертей, а к июню — 77 побегов.
26 февраля 1862 года полковника Такера отправили в Спрингфилд, а его место занял полковник Джеймс Маллиган.
Первая партия военнопленных содержалась в относительно неплохих условиях, несмотря на неудобство территории, недостаток системы осушения и водоснабжения.
Системы осушения не существовало до июня, а её создание требовало времени.
Первое время не было проблем с продовольствием, у них были свои кухонные плиты и посуда.
1 марта федеральная армия прислала в лагерь три тонны муки и множество одеял, одежды и обуви.
И все же болезни среди заключенных, как и среди стражи, достигли уровня эпидемии.
Каждый восьмой заключенный умер от пневмонии или других болезней.
После 12 апреля 1862 года полковник Маллиган в итоге разрешил врачам и священникам навещать заключённых, чтобы снизить уровень заболеваний.
Маллиган так же договорился с местными жителями, которые создали комитет по содействию заключённым.
В целом Маллиган хорошо относился к военнопленным — предположительно потому, что сам некогда был военнопленным у генерала Стерлинга Прайса (когда полк Маллигана сдался в первом сражении при Лексингтоне) и встретил в плену хорошее обращение.
После федеральной победы при Шайло и захвата острова № 10 в лагере Кэмп-Дуглас находилось уже 8 962 заключённых.
Из-за перенаселенности ухудшились условия содержания и участились побеги.
Частота побегов отчасти объяснялась слабой системой охраны лагеря.
Знаменитый путешественник Генри Мортон Стэнли утверждал, что будучи рядовым 6-го Арканзасского полка армии Конфедерации, был взят в плен при Шайло и отправлен в Кэмп-Дуглас, где полковник Маллиган завербовал его на службу в армию Севера.
Большинство историков признают факт его плена, но некоторые сомневаются, что он действительно попадал в лагерь.
Документальных подтверждений этому не сохранилось.
Стэнли, однако, приводит достаточно подробное описание жизни в лагере.

## Лагерь для федеральных пленных
В конце 1862 года Кэмп-Дуглас снова стал тренировочным лагерем, а в сентябре сюда направили условно освобождённых федеральных солдат. 14 сентября 1862 года в ходе Мерилендской кампании генерал Томас Джексон захватил город Харперс-Ферри, и взял в плен 12 419 рядовых федеральной армии. Все они были условно освобождены и федеральное правительство направило их в Кэмп-Дуглас для временного содержания вплоть до обмена. Всего в лагерь было направлено около 8 000 военнопленных. Первые партии прибыли в лагерь 28 сентября 1862 года. Лагерь возглавил бригадный генерал Даниель Тайлер и под его командованием федеральные солдаты жили в тех же условиях, что и до них пленные конфедераты. Условия были даже хуже, поскольку в лагере остался мусор от прежних военнопленных. Федеральные пленные содержались в лагере два месяца. Нездоровый климат и плохое питание привели к тому, что, например, в 126-м Нью-Йоркском полку к ноябрю умерло около 40 человек и ещё 60 были тяжело больны.
В таких условиях рядовые федеральной армии устраивали бунты, поджоги и затевали попытки к бегству. 23 октября 1862 года в лагерь были введены части регулярной армии для восстановления порядка. Военный секретарь Стэнтон так же велел Тайлеру смягчить дисциплинарные требования, чтобы успокоить недовольных. К концу ноября практически все условно освобождённые были обменены. Они все покинули лагерь кроме 65-го иллинойсского пехотного полка, который был оставлен до 19 апреля 1863 года в качестве охраны.

## Смертность
С февраля 1862 года по июнь 1865 года в лагере было зафиксировано 3 929 смертей от различных болезней. 1296 человек из этого числа умерло от пневмонии. Несмотря на то, что в лагере действительно были плохие условия содержания, они все же признаны исследователями недостаточной причиной для эпидемии пневмонии. Была высказана гипотеза, что военнопленные заразились пневмонией ещё во время своего пребывания в армейских лагерях, где уровень заболеваемости был очень высок. В Кэмп-Дугласе 27,84 % заболевания пневмонией закончились смертельным исходом, что все же несколько ниже, чем процент смертности заболевших в вирджинском госпитале Чимборасо (37.18 %).
Вторым по важности фактором смертности была оспа, которая унесла жизни 823 человек. Командование лагеря пыталось бороться с оспой хотя бы для того, чтобы защитить персонал и гражданское население Чикаго, и в лагере были предусмотрены карантинные бараки, но все же им не удалось эффективно снизить смертность, вызванную оспой. Смертельные исходы у заболевших оспой составили 17,61 %, что опять же несколько ниже, чем в госпитале Чимборасо (21.84 %).
Третьим крупным фактором смертности была диарея, от которой умерло 698 человек (17.76 % от всех, умерших от болезней). Смертность от диареи составила в лагере 5,18 % (9.90 % в Чимборасо). Остальные заболевания унесли жизни 308 человек и ещё 80 человек умерло от ранений, полученных, видимо, на поле боя. Исследователь Джеймс Джиллеспи считает, что все три первые категории умерших, равно как и две последних трудно объяснить плохим обращением федеральных властей.
Несколько заключённых было застрелено охранниками при попытке к бегству. 17 марта 1863 года Военный Департамент обязал офицеров проводить следствие по каждому случаю стрельбы. В итоге с августа 1864 по июнь 1865 было официально зафиксировано 8 случаев смертей от стрельбы охраны.
Общее количество погибших оценивается различно, иногда в 4000, иногда в 4 454. В книге Пола Спрингера приводятся сравнительные данные смертности по лагерям: «В Эльмире уровень смертности был 24 % (2 961 погибший), в Альтоне, Рок-Айленд, Кэмп-Чейз и Кэмп-Дуглас зафиксирован уровень между 13 — 15 % (1508, 1960, 2260 и 4454 соответственно). Уровень смертности в Форт-Делавер и Кэмп-Мортон был между 9 — 10 % (1763 и 2460 соответственно)».

## Командующие лагеря
- Бригадный генерал Даниель Тайлер
- Бригадный генерал Джейкоб Аммен
- Бригадный генерал Уильям Орм
- Полковник Джозеф Такер
- Полковник Арно Восс
- Полковник Джеймс Маллиган
- Полковник Даниель Кэмерон
- Полковник Чарльз Деланд
- Полковник Джеймс Стронг
- Полковник Бенжамин Суит